# Нидзянская котловина
Нидзянская котловина (пол. Niecka Nidziańska) — равнина в юго-восточной части Польши. Расположена в бассейне реки Нида, между Свентокшискими горами, Краковско-Ченстоховской возвышенностями, долинами рек Висла и Пилица.
Равнина сложена мергелями, известняками, глинами и гипсами, перекрытыми на востоке ледниковыми отложениями, на юго-западе — лёссами. Преобладающие высоты составляют 200—300 м. Встречаются проявления карста. В восточной части равнины имеются сернистые и соляные источники, месторождения серы. Почвы подзолистые, на юго-западе — чернозёмовидные; встречаются рендзины. Нидзянская котловина сильно распахана (картофель, рожь, овёс, пшеница, табак), участки лесов сохранились только на северо-западе.
На территории равнины расположены города Енджеюв и Сташув.